# Haut-commissariat du Canada au Mozambique
Le haut-commissariat du Canada au Mozambique est la représentation diplomatique du Canada auprès du Mozambique, de l'Angola et de l'Eswatini. Ses bureaux sont situés dans la capitale mozambicaine Maputo.

## Mission
Ce haut-commissariat est responsable des relations entre le Canada et le Mozambique et offre des services aux Canadiens en sol mozambicain. Sa mission s'étend aussi à l'Angola et à l'Eswatini.

## Histoire
Les relations diplomatiques entre le Canada et le Mozambique sont établies le 25 juin 1975. Initialement, le haut-commissaire du Canada en Zambie était accrédité à ce même poste au Mozambique.

## Ambassadeurs
Cette représentation diplomatique canadienne est dirigée par un chef de mission qui porte le titre de haut-commissaire, comme le veut la tradition au sein des pays mutuellement membres du Commonwealth.
| #   | Nom                          | Titre | Nomination        | Lettres de créance | Fin de l'affectation |
| --- | ---------------------------- | ----- | ----------------- | ------------------ | -------------------- |
| 1er | Arthur Frederick Broadbridge | AEP   | 2 décembre 1975   | 17 avril 1976      | 24 août 1976         |
| 2e  | Victor Campbell Moore        | AEP   | 14 septembre 1976 | 16 février 1977    | 22 juin 1979         |
| 3e  | Terence Charles Bacon        | AEP   | 4 avril 1979      | 30 novembre 1979   | 3 juillet 1981       |
| 4e  | Robert Wallace McLaren       | AEP   | 31 mars 1983      | 22 avril 1982      | -                    |
| 5e  | Roger Anthony Bull           | AEP   | 5 avril 1984      | 21 septembre 1984  | 14 octobre 1989      |
| 6e  | Charles Philip Bassett       | AEP   | 8 mars 1990       | 23 février 1990    | -                    |
| 7e  | Arthur Robert Wright         | AEP   | 25 novembre 1994  | -                  | -                    |
| 8e  | Margaret Anne Charles        | AEP   | 11 septembre 1996 | 27 novembre 1996   | 16 août 1999         |
| 9e  | James Wall                   | AEP   | 7 janvier 2000    | 21 janvier 2000    | -                    |
| 10e | John Schram                  | AEP   | 31 octobre 2002   | 6 mars 2003        | -                    |
| 11e | Louis-Robert Daigle          | H-C   | 14 septembre 2004 | 21 octobre 2004    | -                    |
| 12e | James Hill                   | H-C   | 5 octobre 2005    | -                  | -                    |
| 13e | Philip Baker                 | H-C   | 2 septembre 2008  | -                  | -                    |
| 14e | Alain Latulippe              | H-C   | 25 août 2010      | -                  | -                    |
| 15e | Shawn Barber                 | H-C   | 16 août 2013      | -                  | juillet 2016         |
| 16e | Antoine Chevrier             | H-C   | 18 juillet 2016   | 5 septembre 2016   | août 2018            |
| 17e | Caroline Delany              | H-C   | 24 septembre 2018 | -                  | -                    |